# Melophasma vermiculare
Melophasma vermiculare är en insektsart som beskrevs av Ludwig Redtenbacher 1906. Melophasma vermiculare ingår i släktet Melophasma och familjen Prisopodidae. Inga underarter finns listade i Catalogue of Life.